# Eladio Portasany Vidal
Eladio Portasany Vidal (Pontevedra, 21 de octubre de 1895 - Madrid, 13 de noviembre de 1964) fue un periodista español del tercio central del siglo XX que desarrolló la mayor parte de su carrera en el diario madrileño ABC.

## Biografía
Poco se sabe sobre él. Nació en Pontevedra y comenzó su vida laboral en diarios galaicos, por ejemplo en La Ilustración Gallega de Vigo (1913) y en el Diario de Pontevedra, donde estuvo hasta 1915, año en que marchó a Madrid. En 1918 era redactor de Diario Universal. Es socio del Ateneo de Madrid en 1922. En 1925 ingresó como redactor del diario madrileño Informaciones y en 1927 se le describía como "sagaz e inquieto". En 1930 pasó a ser redactor de ABC y en 1936 desempeñaba el cargo en el diario de Jefe de confección y colaboraciones. Tras la Guerra Civil, siguió en ABC y fue unas veces redactor jefe y otras director sustituto de este diario; se jubiló en este cargo a comienzos de 1961. También fue redactor-confeccionador de Hoja del Lunes.
En 1950 fue vocal de la junta directiva de la Asociación de la Prensa de Madrid. El 25 de febrero de 1953 le concedieron la Medalla al mérito en el trabajo en su categoría de plata de segunda clase. Carlos Luis Álvarez "Cándido", que lo conoció desde que empezó a trabajar en ABC, describió su conducta autoritaria y perfeccionista y escribió de él que "unía a su conducta violenta e impaciente un gran magisterio periodístico. Una madrugada me llamó desde la platina y allí mismo, sobre el plomo, tuve que escribir siete líneas que faltaban a una crónica de Jacinto Miquelarena para completar una columna del periódico". En otro pasaje, afirma:

Yo pasaba las noches en ABC bajo el tenso dominio de Eladio Portasany, el redactor jefe, aquel hombre de crueldad fácil, corpulento, espaldudo, colorado, que cruzaba el bastón sobre su mesa y que bebía cerveza. Es imposible que hoy se reprodujese en ningún periódico una situación de tan extremo dominio y humillación. Por contra, nadie aprende ahora el oficio como se aprendía allí, ni se adquiere el sentido de la responsabilidad que allí se impartía...